# 大槻健
大槻 健（おおつき たけし、1920年8月28日 - 2001年1月30日）は、日本の教育学者。早稲田大学名誉教授。大阪府出身。

## 経歴
大阪府出身。東京帝国大学文学部卒。神奈川師範学校、東京大学附属中学校（東京大学教育学部附属中等教育学校の前身）教師、早稲田大学助教授を経て、1953年に教授。1991年、定年退任、名誉教授。左翼的な立場から、小・中学校の社会科教科書の編集、執筆を行い、教育科学研究会や民間教育団体連絡協議会などの民間教育運動に参加。

## 著書
- 『教育課程 その現実と展望』国土社　1966　教育科学選書
- 『子どもたちの未来を考える 中教審答申のねらうもの』地歴社 1972
- 『学校と教師 国民の教育要求にこたえて』1977　青木教育叢書
- 『学校と民衆の歴史』新日本出版社　1980
- 『戦後民間教育運動史』あゆみ出版　1982　あゆみ教育学叢書
- 『子どもの見える教育』1986　新日本新書
- 『戦後教育史を生きる 自分史にかえて』大月書店　1991
- 『韓国教育事情』1992　新日本新書
- 『日韓の未来をひらく教育交流』桐書房　1994

## 共編著
- 『学級集団活動 集団意識をどう高めるか』編著　明治図書出版　1958　教師の仕事
- 『教育研究活動 どこまできているか・これからどうするか』編　明治図書出版　1958
- 『教育方法学』吉田昇,宮坂哲文共編　誠信書房　1958　教育学叢書
- 『危険な教育 あなたの子どもも例外ではない』編著　新星出版社　1964
- 『教科書黒書』尾山宏,徳武敏夫共編　労働旬報社　1969
- 『愛国心教育の史的究明 天皇制イデオロギー教育の本質と展開』松村憲一共著　青木書店　1970
- 『革新自治体と学校 すべての子どもにゆきとどいた教育を』増田孝雄,青井哲共編　民衆社　1974
- 『いばらの道をふみこえて 治安維持法と教育』寒川道夫,井野川潔共編　民衆社　1976
- 『教育実践ノート 信頼される教師・学校』辻本昭共編　労働旬報社　1976
- 『明日の教師たち 臨時教員の実践とたたかい』坂本清泉,三輪定宣共編　民衆社　1977
- 『子どもとつくる学校行事 小学校篇』大畑佳司共編　民衆社　1981
- 『現代の子どもをどうつかむか』坂元忠芳共編　あゆみ出版　1982　子ども・学校・地域
- 『小学校社会科の新展開 豊かな社会認識の形成を目ざす授業』臼井嘉一共編　あゆみ出版　1982
- 『中学校社会科の新展開 生徒の自立と豊かな社会認識の形成』臼井嘉一共編　あゆみ出版　1983
- 『教育改革を問う 臨教審路線と教育の未来』浜林正夫共編　大月書店　1984
- 『矢川徳光 人と仕事』五十嵐顕共編　あゆみ出版　1985
- 『いま学校と教師に問われるもの』浜林正夫共編　大月書店　1986
- 『韓国の子どもと教育 韓国教育研究』編　あゆみ出版　1997
- 『教育基本法の精神』大田尭,丸木政臣共著　労働旬報社　1997　メッセージ21

## 翻訳
- 金鉉球『金教授の日本談義 韓国人のみた日本の虚像と実像』尾花清、石渡延男共訳　桐書房　1997
- 『韓国の歴史 国定韓国高等学校歴史教科書』新版 君島和彦,申奎燮共訳　明石書店　2000　世界の教科書シリーズ